# Тохани (Прахова)
Тохани (рум. Tohani) насеље је у Румунији у округу Прахова у општини Гура Вадулуј. Oпштина се налази на надморској висини од 306 m.

## Становништво
Према подацима из 2002. године у насељу је живело 230 становника, од којих су сви румунске националности.